# Bombardarea Tallinnului în Al Doilea Război Mondial

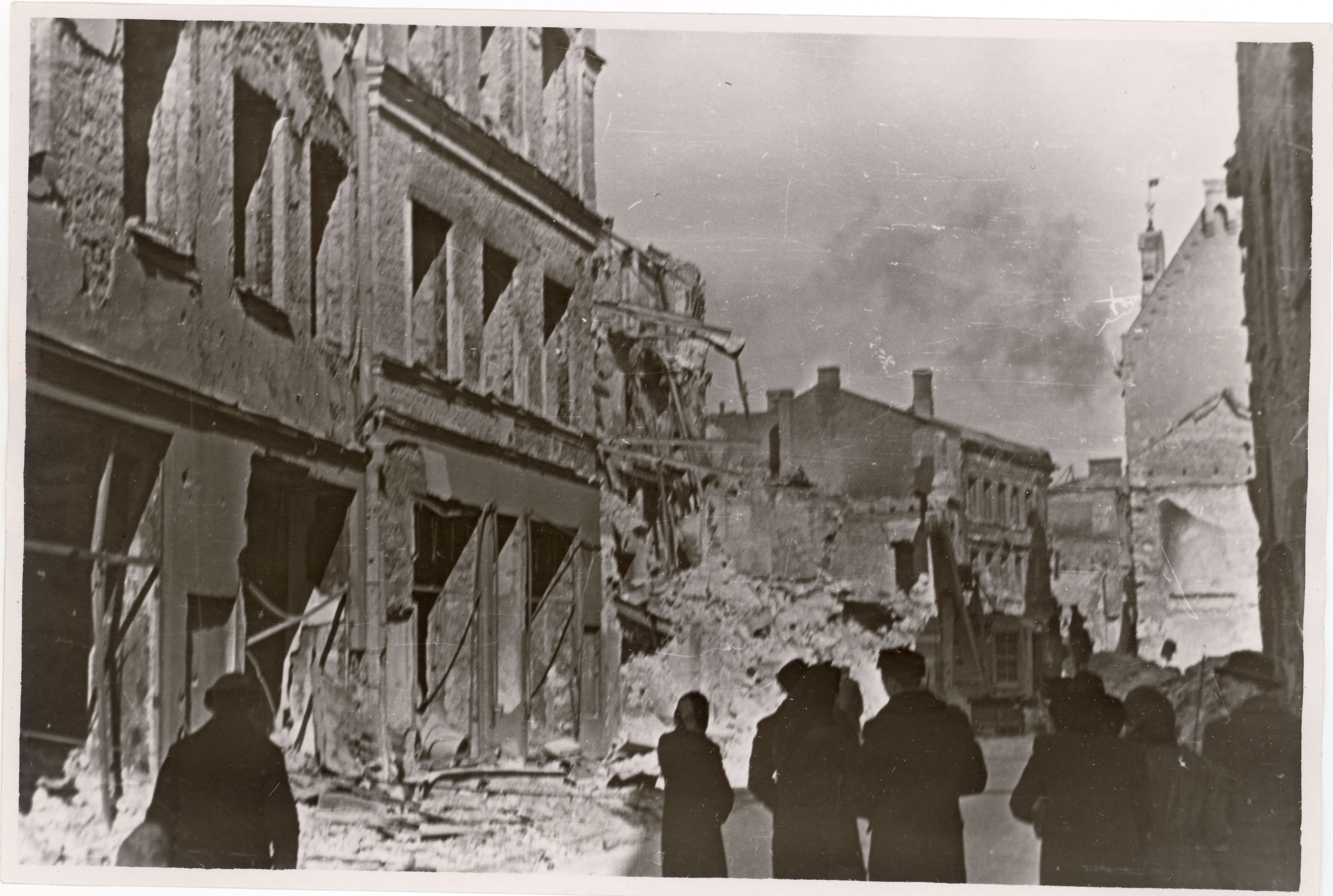
din după bombardamentul sovietic din martie 1944

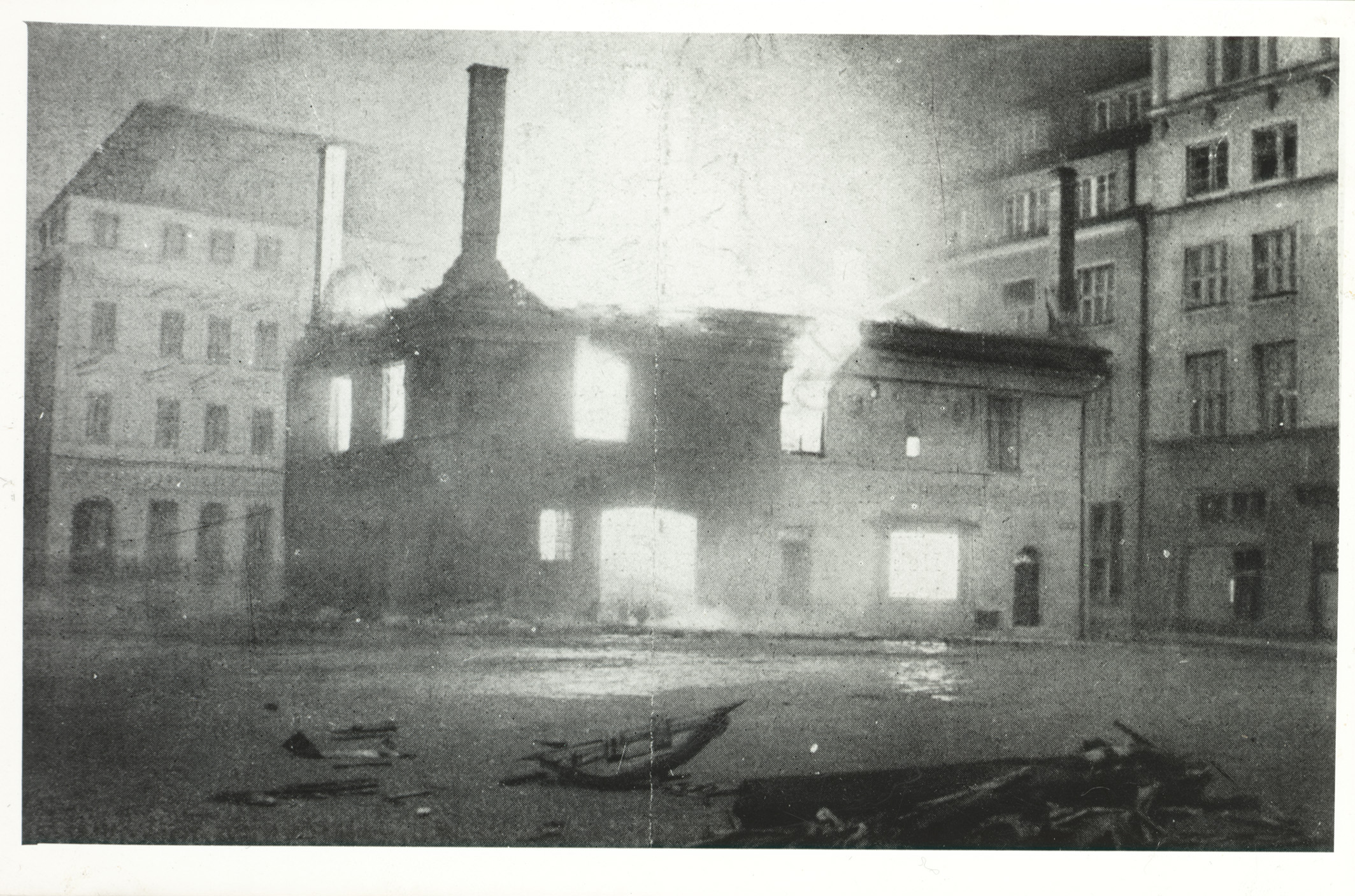
O clădire în flăcări în din Tallinn, noaptea de 9/10 martie 1944

În timpul celui de-al Doilea Război Mondial, orașul Tallinn, capitala Estoniei, a suferit mai multe bombardamente aeriene⁠(d) din partea forțelor aeriene⁠(d) sovietice și a Luftwaffe-ului german. Primele bombardamente ale Luftwaffe au avut loc în timpul Războiului de Vară⁠(d) din 1941, ca parte a Operațiunii Barbarossa. Au urmat o serie de misiuni sovietice de bombardare în Tallinnul ocupat de germani în perioada 1942–1944.
Cel mai intens dintre bombardamentele sovietice a avut loc în perioada 9–10 martie 1944 în relație cu Bătălia de la Narva și este cunoscut sub numele de Bombardamentul din martie (în estonă märtsipommitamine). După ce sabotorii sovietici au întrerupt alimentarea cu apă, peste o mie de bombe incendiare au fost aruncate asupra orașului, provocând incendii care s-au răspândit pe o arie vastă și ucigând 757 de persoane, dintre care 586 civili și 75 de prizonieri de război, rănind 659 de persoane și lăsând peste 20.000 de oameni fără adăpost.
Bombardamentele sovietice au lăsat o amintire a unei rezistențe antisovietice prelungite, precum și resentimente antisovietice, în rândul populației civile din Estonia.

## Raidurile Luftwaffe din 1941
Atunci când Uniunea Sovietică a ocupat Lituania, Letonia și Estonia⁠(d) în 1940, ea a câștigat controlul asupra mai multor baze navale de la Marea Baltică, inclusiv asupra bazei navale din Tallinn. Pe măsură ce invazia germană din 1941 a avansat spre est prin țările baltice, Luftwaffe a efectuat atacuri aeriene asupra bazelor navale controlate de sovietici. În august 1941, cea mai vestică bază navală sovietică se afla la Tallinn, ceea ce a făcut ca ea să devină o țintă cheie a forțelor aeriene germane. Luftwaffe a început bombardarea Tallinnului încă din primele zile ale războiului în iunie 1941, iar atacurile s-au intensificat în august, pe măsură ce sovieticii încercau să-i evacueze pe locuitorii orașului, elementele componente ale Flotei Baltice, formațiunile Armatei a 8-a⁠(d) și activele industriale importante pentru producția de război. Forțele sovietice au pierdut controlul asupra Estoniei în vara anului 1941, atunci când germanii au început să ocupe treptat țara.

## Raidurile sovietice din 1942–1944
Orașul Tallinn, aflat sub ocupație germană, a fost bombardat de forțele aeriene sovietice de mai multe ori în lunile mai și septembrie 1942. În cursul anului următor, au avut loc mai multe misiuni sovietice de bombardare a orașului în februarie, martie, mai, august și septembrie 1943.
În februarie 1944, germanii au început să adune provizii, armament și unități militare de rezervă pentru liniile frontului din Estonia. Portul Tallinn a devenit un terminal principal pentru transportul german de mărfuri care aprovizionau linia frontului. Datorită creșterii activității germane în Tallinn, forțele aeriene sovietice au început să țintească orașul prin bombardamente într-o încercare de a slăbi forța militară a Germaniei.
Cel mai intens și mai distructiv atac aerian sovietic a fost efectuat în perioada 9–10 martie 1944. Cu o săptămână mai înainte, primarul Tallinnului dăduse ordin locuitorilor să părăsească orașul, dar evacuarea a eșuat, deoarece amploarea atacului a depășit așteptările localnicilor și ale Grupului German de Armate Nord. Primul atac, care a avut loc în intervalul 6:30 – 9:00 pm, a fost executat de 300 de avioane sovietice care au aruncat 3068 de bombe, 1725 de dispozitive explozive și 1300 de dispozitive incendiare. Avioanele de bombardament au lovit din nou capitala la ora 2 dimineața pentru încă o oră și jumătate. Brigăzile de pompieri aveau puțină apă, deoarece, înaintea raidului aerian, sabotorii sovietici aruncaseră în aer stația de pompare a orașului. O mare parte din suburbii care erau formate din case de lemn au luat foc, iar centrul orașului a suferit pagube majore. În total, aproximativ douăzeci la sută din clădirile Tallinnului au fost arse din temelii.
Pagubele militare au fost minore: câteva instalații militare și depozite de aprovizionare au fost distruse. Pierderea militară majoră a fost arderea a un milion de litri de combustibil din depozitul de combustibil. Dintre întreprinderile cu o oarecare importanță militară, au fost distruse doar fabrica de placaj „Luther” și fabrica de cabluri „Urania-Werke”. Majoritatea bombelor au căzut asupra locuințelor și clădirilor publice, printre care Teatrul Estonia, Biserica medievală „Sf. Nicolae”⁠(d), sinagoga orașului, patru cinematografe și Arhivele Orașului Tallinn.
Potrivit raportului oficial, 757 de persoane au fost ucise, dintre care 586 de civili, 50 de militari și 121 de prizonieri de război. De asemenea, 213 persoane au suferit răni grave, iar 446 au suferit răni ușoare. Printre răniți s-au numărat 65 de militari și 75 de prizonieri de război. Ulterior au fost găsite mai multe victime, numărul deceselor fiind estimat la aproximativ 800. Peste 20.000 de oameni au rămas fără adăpost în perioada de dezgheț de la sfârșitul iernii și începutul primăverii, în timp ce obiectivele militare au fost aproape neatinse. Imediat după bombardament, bombardierele Forțelor Aeriene Finlandeze⁠(d) au urmărit bombardierele sovietice care se întorceau la trei baze aeriene militare⁠(d) de lângă Leningrad și le-au bombardat. În timpul atacului, aproximativ 25 de avioane sovietice au fost doborâte la Tallinn, iar alte zece au fost distruse de Forțele Aeriene Finlandeze⁠(d) (Ilmavoimat) mai târziu în cursul aceleiași nopți.
În ciuda numărului mare de victime civile și a pagubelor reduse cauzate instalațiilor militare și strategice, sursele istorice nu s-au pus de acord cu privire la faptul dacă bombardamentele sovietice au fost efectuate în primul rând pentru a scădea moralul populației civile locale care se opunea întoarcerii forțelor de ocupație sovietice. Indiferent de intențiile sovietice, numărul mare de victime civile de pe urma raidurilor aeriene a crescut semnificativ ostilitatea populației estoniene față de Armata Sovietică. La 27 februarie 1944 un raid aerian sovietic i-a atacat pe copiii care se jucau în curtea școlii din comuna Luunja, ucigând patru persoane. Data înmormântării lor a fost transformată într-o zi de comemorare națională, fiind recitată cu acest prilej poezia „Uus Herodes” („Irodul modern”) scrisă de Henrik Visnapuu. Mai mulți estonieni au simțit nevoia de a lupta împotriva înaintării forțelor militare sovietice. Un slogan:
„Varemeist tõuseb kättemaks! (Răzbunarea se va ridica din ruine!)”
a fost scris pe ruinele Teatrului Estonia. Acest slogan a devenit titlul ziarului Diviziei 20 Waffen Grenadieri a SS (Divizia Estonă 1)⁠(d).
Ultimul bombardament sovietic asupra Tallinnului a început în noaptea de dinainte de 22 septembrie 1944.

## Memoriale
Ultimele ruine — de-a lungul străzii Harju⁠(d) din Orașul Vechi⁠(d) — au servit drept memorial pentru victimele raidului; aceste ruine au fost astupate în anul 2007 și peste ele s-a construit un parc după o explorare arheologică minuțioasă.